# Prava Kotka
Prava Kotka je hrvatski (dalmatinski) pop sastav iz Splita.

## Povijest
Osnovali su ga 1973. godine studenti splitske Ekonomije. Ime "Kotka" je kratica za "Kulturno Organizaciono Tehnička Komisija", a prema drugima ime je došlo kao kratica za "Kako Oraspoložiti Tako Kvantitativan Auditorij".
Sastav je osnovan 1977. godine kao "festivalska" grupa. Sastav su oformili donedavni intedant splitskog HNK Duško Mucalo i Rade Čikeš Medan, tekstopisac, radijski voditelj i novinar. Na Splitskom festivalu nastupaju više puta i vrlo brzo postaju popularni i poznati javnosti sa svojim humorističnim pjesmama i dobro osmišljenim koreografijama. Grupa nestaje s pozornice iste godine kad i država u kojoj su nastupali. Posljednji nastup grupa bilježi 30.05.1990. Nakon toga Duško Mucalo kreće u uspješnu solo glazbenu karijeru. Dok većina ostalih članova postaju poznata radijska lica.

## Diskografija
Singlovi:
- Volim Jugoslaviju (Splitski festival 1984.)
- K-15 (Splitski festival 1984., kasnije uvršteno u album Split 84 )
- Žene (2. Međunarodni sajam muzike 1985.)
- Odakle se čisti riba (Splitski festival 1986.)
- Dalmatinac da te štipka (Splitski festival 1989.)
- Zapadna Evropa (Splitski festival 1990.)

Albumi:
- 1983. - Split 83
- 1984. - Split 84
- 1986. - Split 86

## Vanjske poveznice
- 1. srpnja 2010. Okupila se Prava Kotka[neaktivna poveznica]
- Discogs